# Marché aux fleurs Reine-Elizabeth-II

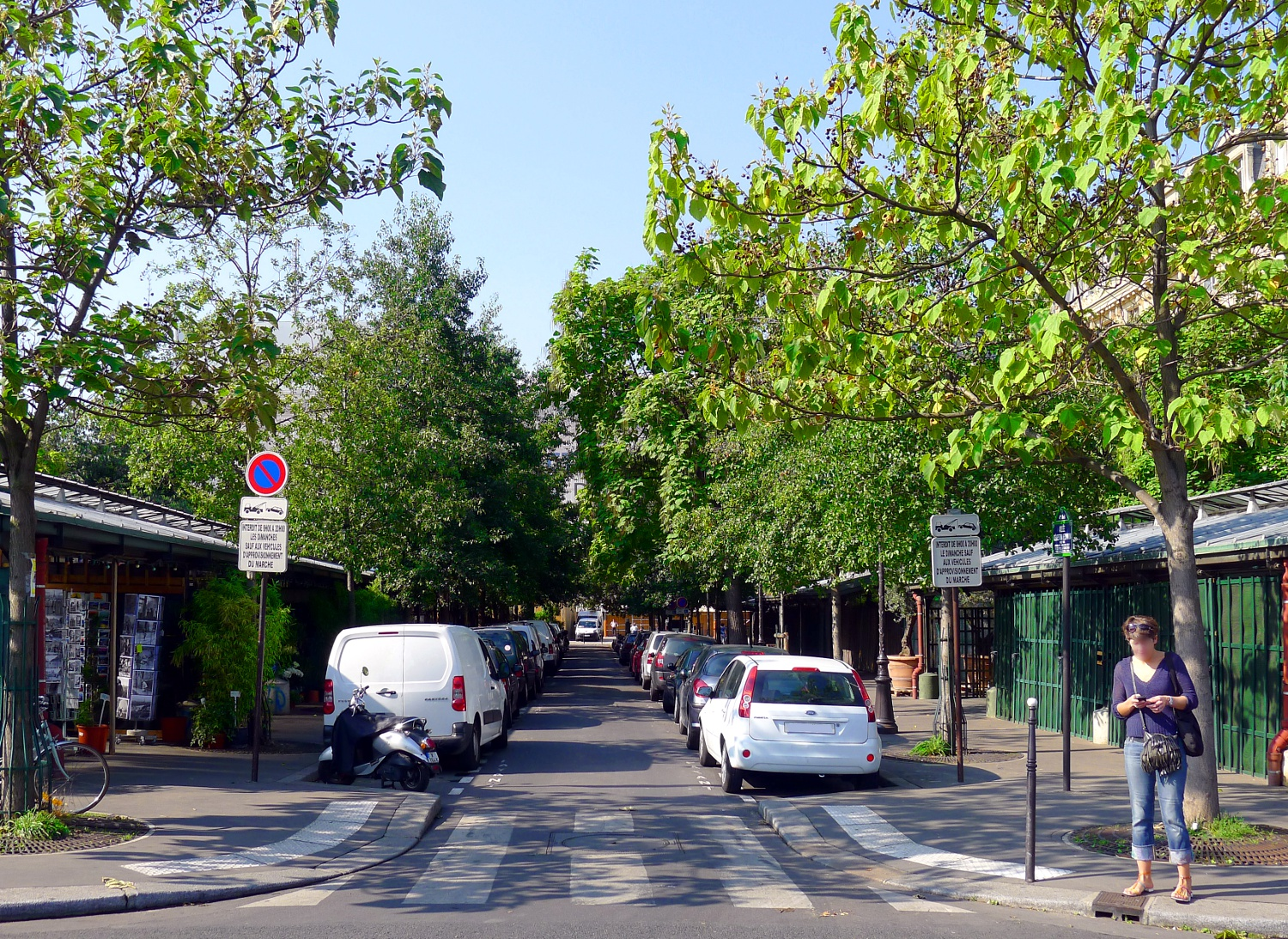
Marché aux fleurs Reine-Elizabeth-II sur la place Louis-Lépine.

Le marché aux fleurs Reine-Elizabeth-II, anciennement marché aux fleurs et aux oiseaux Cité, est un marché spécialisé parisien.
Installé sur l'île de la Cité, il a connu plusieurs configurations. À partir de 1809, il s'agit d'abord d'un marché aux fleurs de plein air, remplacé en 1873 par des pavillons métalliques, dans le cadre des travaux haussmanniens. Ils sont détruits en 1905 afin de permettre la construction de la station de métro Cité limitrophe. Des abris provisoires en toile sont ensuite installés et ce n'est qu'en 1924 que leur succèdent de nouveaux pavillons, qui constituent jusqu'à nos jours la structure du marché.

## Situation et accès

Plan de l'île de la Cité. Le marché se trouve entre le tribunal de commerce, la préfecture de police et l'Hôtel-Dieu. Le conservateur du musée Carnavalet Georges Cain se souvenait en 1907 : Coin de verdure parmi les pierres grises, un carré d’arbres apparaît le long de la Seine entre trois disgracieuses bâtisses.

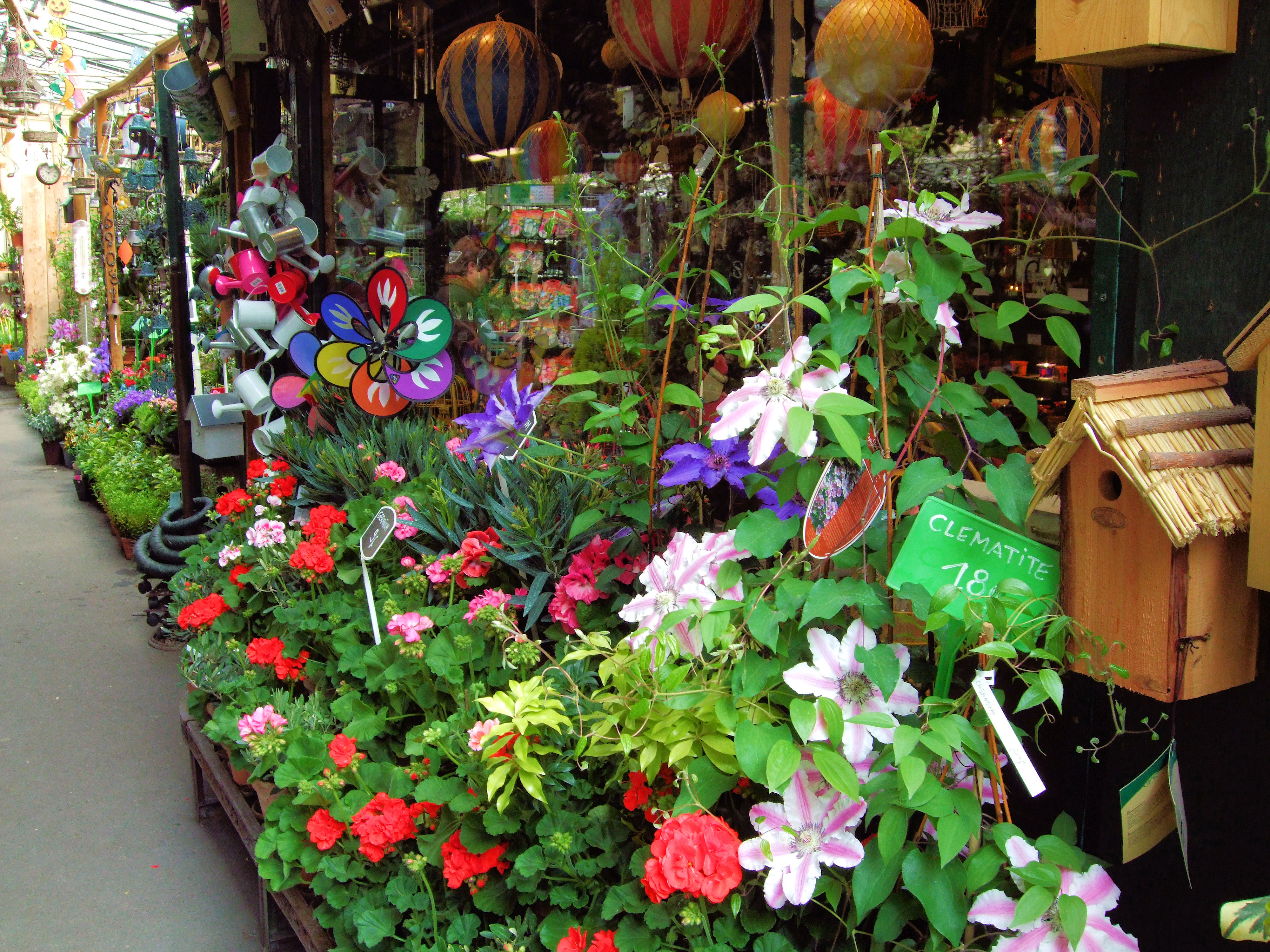
Exposition des fleurs proposées par un marchand.

Le marché se trouve sur l'île de la Cité, place Louis-Lépine (4e arrondissement de Paris). Il est entouré par le quai de la Corse en bordure de la Seine au nord, le bâtiment abritant le tribunal de commerce longé par la rue Aubé à l'ouest, celui de la préfecture de police bordée par la rue de Lutèce au sud et l’Hôtel-Dieu séparé par la rue de la Cité à l'est.
Ce marché ne doit pas être confondu avec d'autres marchés aux fleurs de Paris, implantés dans d'autres secteurs touristiques de la capitale, celui de la place de la Madeleine dans le 8e arrondissement à partir de 1832 ou celui de la place des Ternes dans le 17e arrondissement (des marchés qui, de plus, l'un comme l'autre, ont des superficies plus réduites que celui de l'île de la Cité et n'ont pas comme lui d'activité de vente d'oiseaux).
Au sud-ouest du marché Reine-Elizabeth-II se trouve un édicule Guimard, entrée de la station de métro Cité, la seule du métro urbain implantée sur l'île,.
La plus grande partie du marché aux fleurs s’abrite sous six pavillons métalliques disposés sur trois rangées, de part et d'autre d'allées bordées d'arbres.
La boucle formée par l'allée Célestin-Hennion en est la voie de desserte interne. Certaines des boutiques de fleurs sont quant à elles situées à l'extrémité septentrionale du marché, sur le trottoir nord du quai de la Corse, dans des locaux démontables accolés au parapet de pierre surplombant la Seine.
Proposant une importante offre de fleurs, de plantes et d’arbustes, mais aussi de certains articles de décoration, le marché aux fleurs est ouvert tous les jours de 9 h 30 à 19 h.
Le marché aux oiseaux ouvre seulement le dimanche et propose une grande variété d'oiseaux, dont certains rares, des cages, des graines et autres accessoires. Créé en 1860, il disparaît au milieu des années 2020,,.

## Historique

### Du marché de plein-air au marché couvert
Par décret de l'empereur Napoléon Ier le 21 janvier 1808, un terrain vague situé entre le quai Desaix (actuel quai de la Corse) et la rue de la Pelleterie (rue disparue) est cédé à la ville pour y transférer le marché aux fleurs et aux arbustes établi jusqu'alors quai de la Mégisserie, de l'autre côté de la Seine,. Le marché est circonscrit par des bornes qui le séparent du quai Desaix, de la rue de la Pelleterie, de la rue de la Barillerie (boulevard du Palais) et de la rue de la Lanterne (rue de la Cité depuis 1834). De plein air, il est planté d'arbres et deux bassins sont établis. Il est inauguré le 16 août 1809. Entre 1840 et 1843, l’administration fait rénover et réaménager le marché (reconstruction des deux bassins, pose de bordures en granit autour du marché et d'un dallage en bitume, etc.),. En 1860, la vente d'oiseaux y devient autorisée.
Le tribunal de commerce de Paris est construit entre 1860 et 1864 sur la partie ouest du marché. Le reste de la rue de la Pelleterie et celle du Marché-aux-Fleurs (percée après la démolition de l'église Saint-Pierre-des-Arcis en 1797), ainsi que la rue Gervais-Laurent, la rue Saint-Pierre-des-Arcis et la rue Sainte-Croix-en-la-Cité sont rasées en 1866 afin d'aménager un nouveau marché dans le cadre des travaux haussmanniens,. Inauguré en 1873, il est doté de pavillons métalliques dépourvus de parois pour abriter les stands des vendeurs de fleurs, qui en sont simplement locataires. Ces pavillons sont probablement dessinés par l'architecte Anatole de Baudot et sont fondus par la Maison André et Fleury. Ils sont disposés sur sept rangées alignées, séparées entre elles par de petites allées, tandis qu'une allée centrale perpendiculaire scinde les rangées. Ils sont décorés de motifs antiquisants (« feuille d'acanthe, chapiteau corinthien, gueule de lion »),.

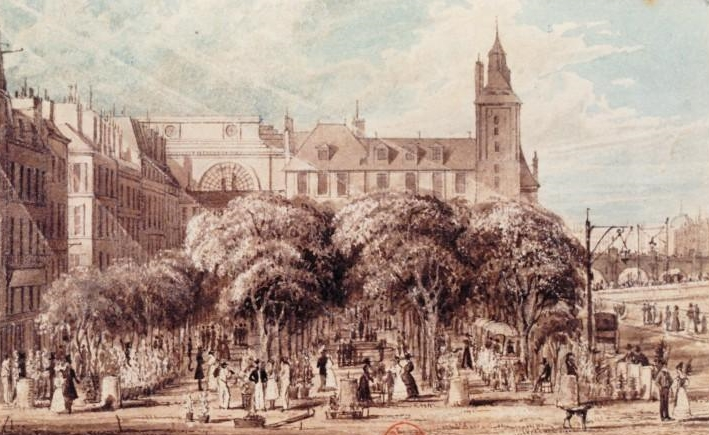
Le marché de plein air en 1829 (Frederick Nash).
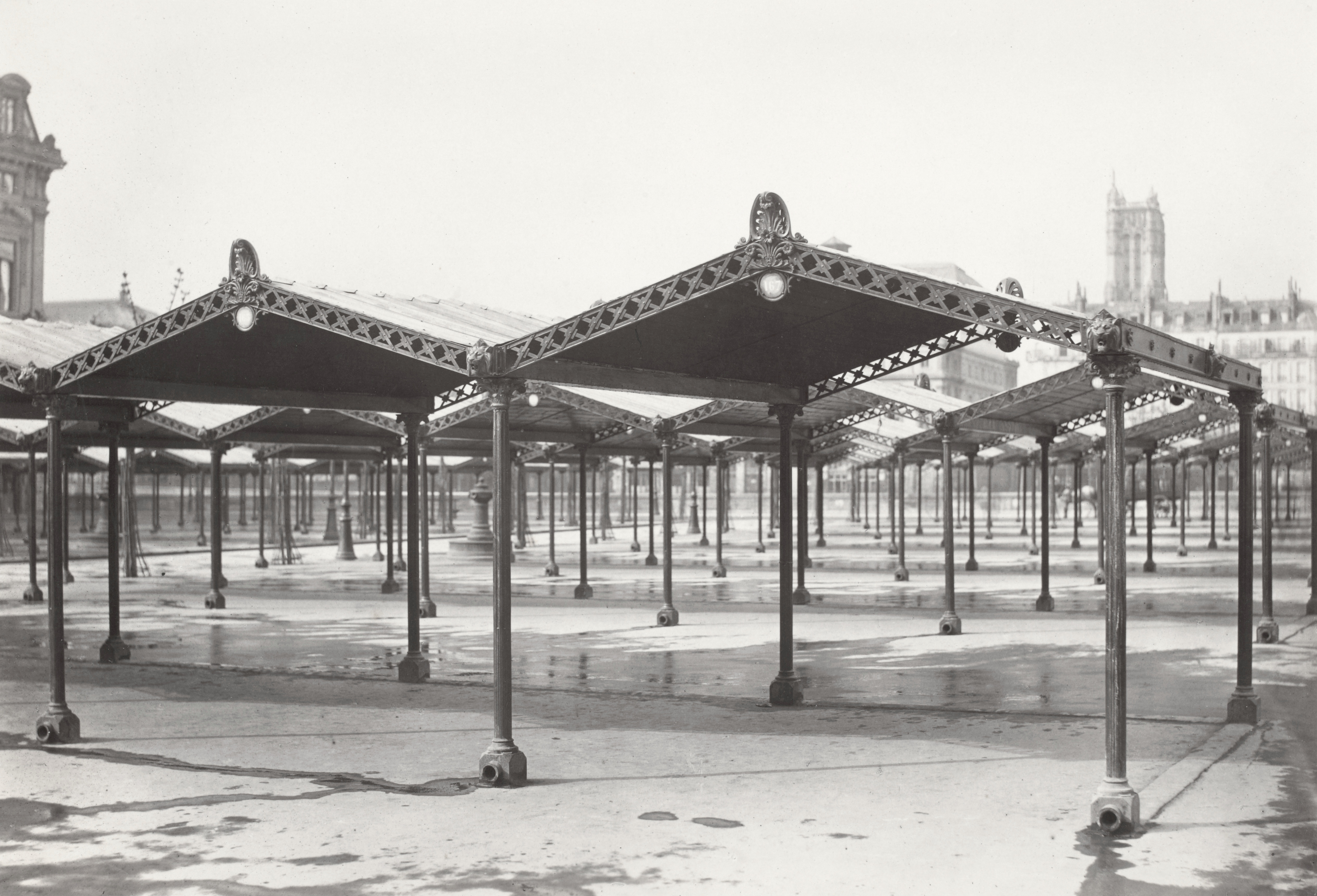
Les pavillons du marché aux fleurs après les travaux haussmanniens, par Charles Marville.
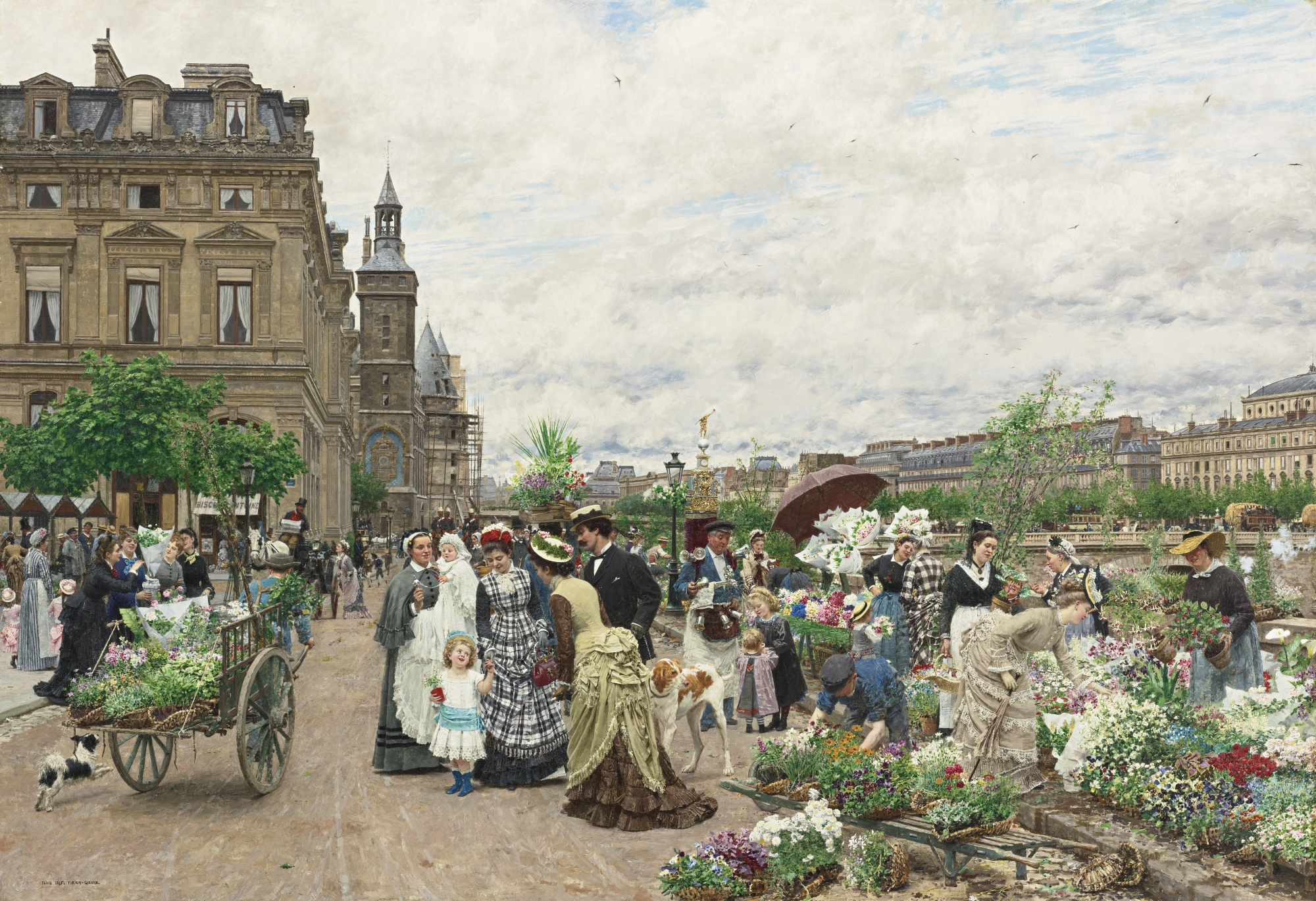
Le quai aux fleurs, toile de François-Marie Firmin-Girard (1875).

### Reconstruction des années 1920
En 1905, une grande partie des pavillons est enlevée et certains arbres sont abattus afin de percer la ligne du métro et la station Cité, laissant place à un trou profond de vingt-cinq mètres. Le marché continue donc de fonctionner mais sur une surface bien réduite, puis ferme. La Commission du Vieux Paris, alors intéressée par les fouilles archéologiques préventives qui s'y déroulent et qui exhument des pièces antiques, ne prête pas attention au devenir des ouvrages haussmanniens, un journaliste du Gaulois allant même jusqu'à parler de « leur incommodité autant que leur laideur ». La station est inaugurée en 1910, dont l'accès principal au sud du marché est doté d'un édicule Guimard ; à noter qu'un accès plus discret et désormais désaffecté se trouve entre deux pavillons, à l'ouest, le long de la rue Aubé. En janvier de la même année, le conseiller municipal Georges Lemarchand annonce le retour du marché, qui sera réaménagé.
Désormais, il ne sera constitué que de trois lignes de pavillons séparées par deux allées (actuelle allée Célestin-Hennion, qui forme une boucle), non plus parallèles à la Seine mais à la rue de la Cité, un côté étant dévolu au service et l'autre à l'achat, suivant une requête des marchands. Des marronniers sont plantés, tandis que deux bornes-fontaines (longeant le quai de Corse) et deux fontaines Wallace (inscrites à l’inventaire des Monuments historiques en 1970) sont installées. En 1912, c'est au tour de paulownias d'être plantés ; ils existent encore de nos jours. Ce n'est qu'en 1914 que le financement des nouveaux pavillons est bouclé. Leur conception est signée par l'architecte Jean Camille Formigé. Contrairement à une légende urbaine tenace, Gustave Eiffel n'y a pas participé. Le concours pour leur réalisation est lancé mais la Première Guerre mondiale ajourne le projet. Des abris provisoires en toile accueillent alors pour un temps le marché. Et malgré une fake news lancée par plusieurs médias en 1921, aucun projet de grande hall en zinc n'est prévu pour les remplacer.
Ce n'est qu'en 1924 que les pavillons, peu élevés pour ne pas heurter les arbres, sont construits. Les trois lignes de pavillons ont une ossature en fer forgé et sont chacun dotés d'un promenoir central avec une toiture en verre pour protéger les commerçants et leur marchandise des intempéries. En 1928, d'autres pavillons du même style sont ajoutés. Deux chalets sont aussi érigés du côté de l'accès principal à la station de métro, l'un pour le receveur, l'autre pour l'inspecteur de police et le Syndicat professionnel des ouvriers jardiniers de France ; il n'en reste qu'un seul de nos jours. Une fois le chantier terminé, un journaliste de L'Intransigeant écrit : « Paris a maintenant un joli marché aux fleurs [...]. De larges auvents qui s’élèvent jusqu’aux plus premières branches des paulownias de la place jettent sur les fleurs une ombre haute et fraîche [...]. Le marché aux fleurs est un endroit délicieux à fréquenter en été ». C'est le marché tel qu'on le connaît de nos jours, contrairement à ce qu'affirment certains médias ou personnalités politiques en datant les pavillons de 1830 ou de 1900.

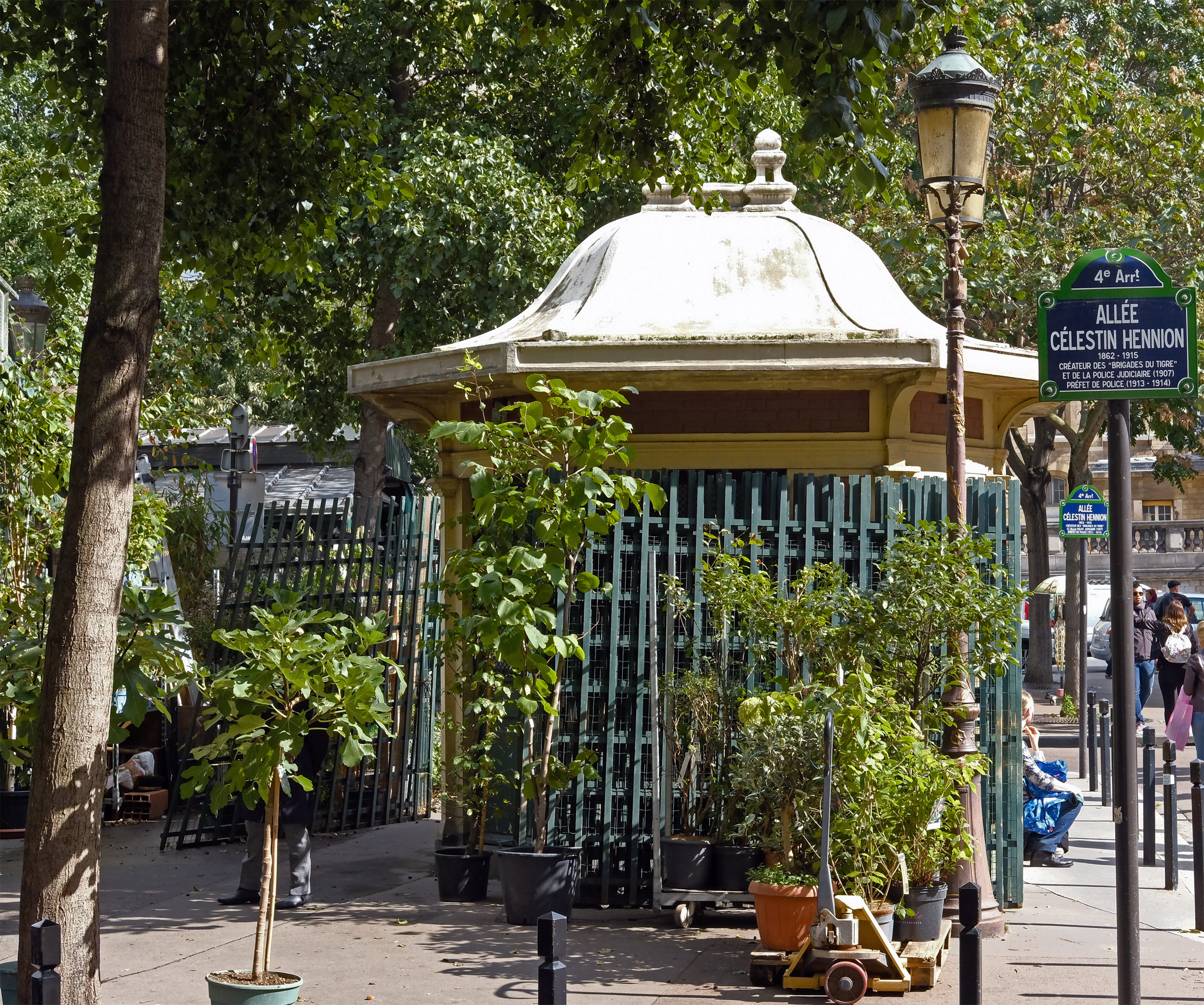
Le chalet subsistant.
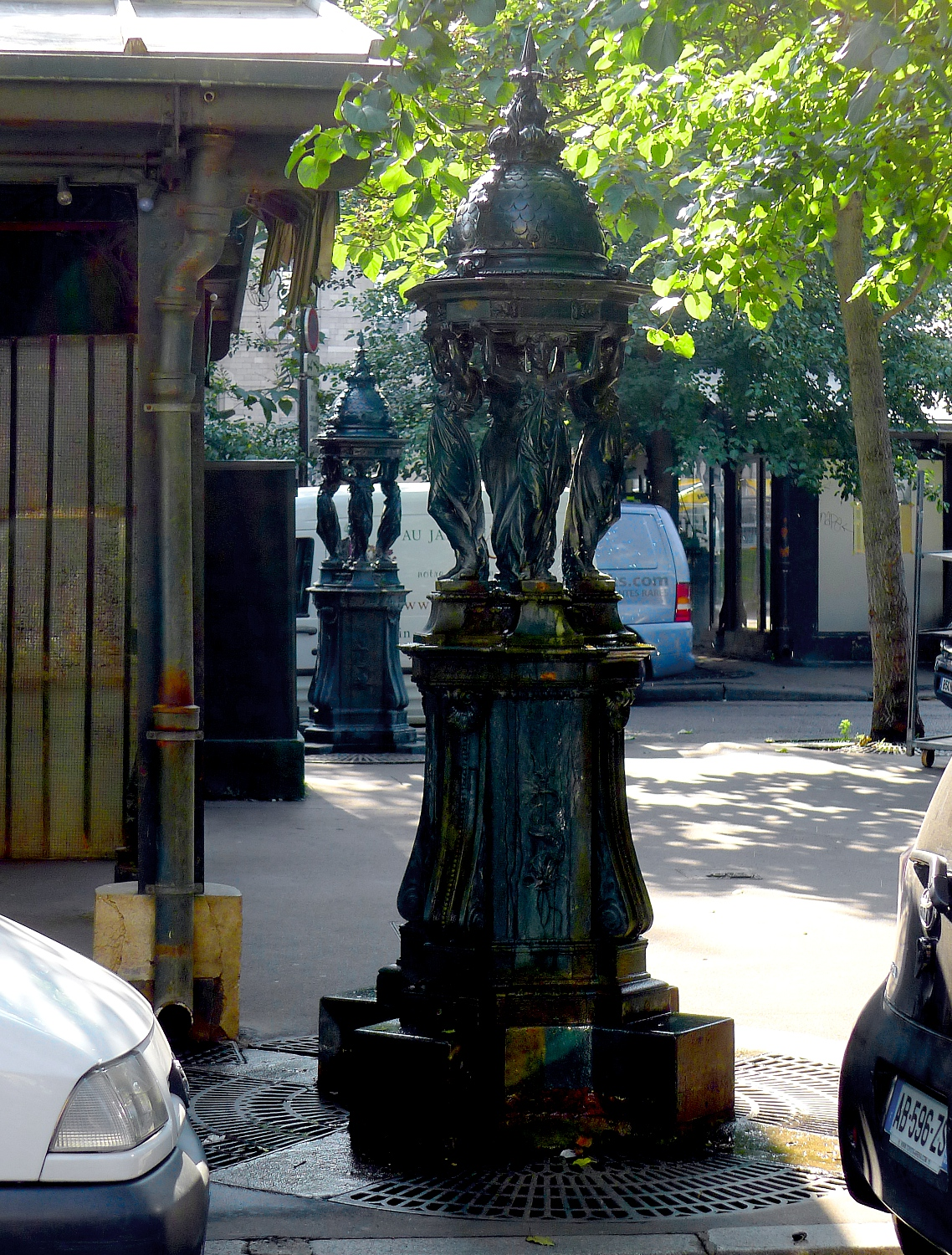
Les deux fontaines Wallace.
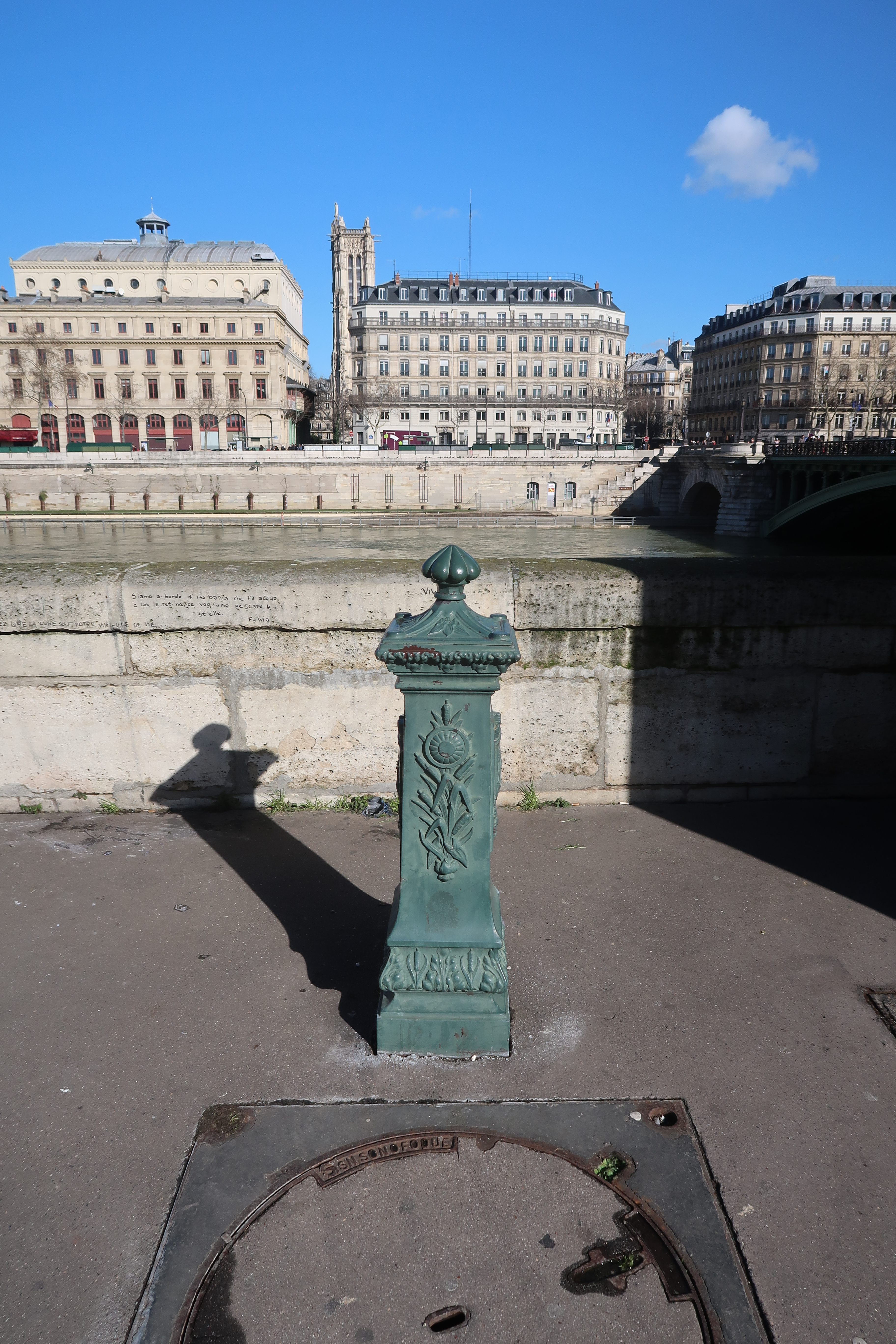
L'une des deux bornes-fontaines, quai de la Corse.
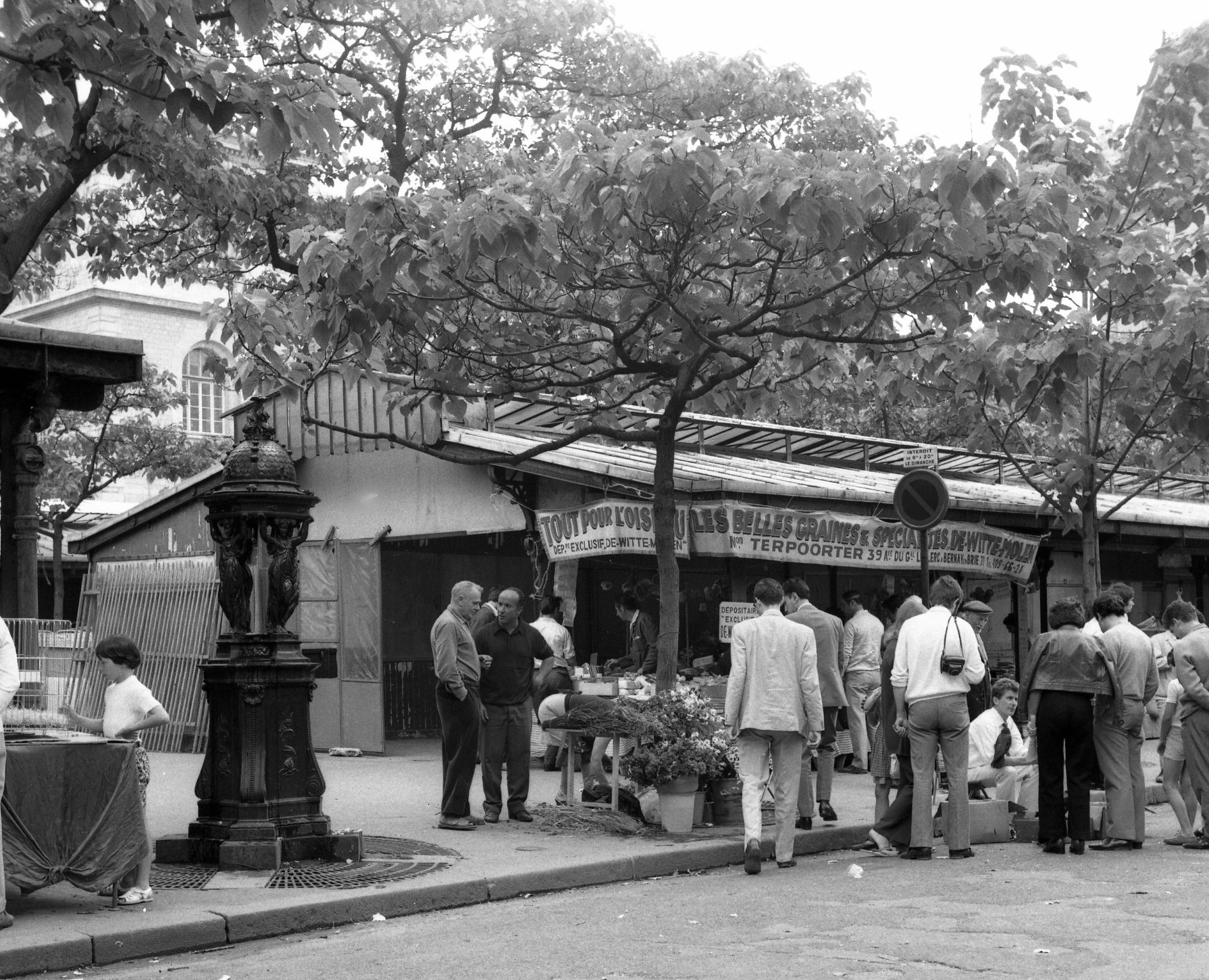
Le marché aux fleurs en 1970.

### Rénovations et changement de nom

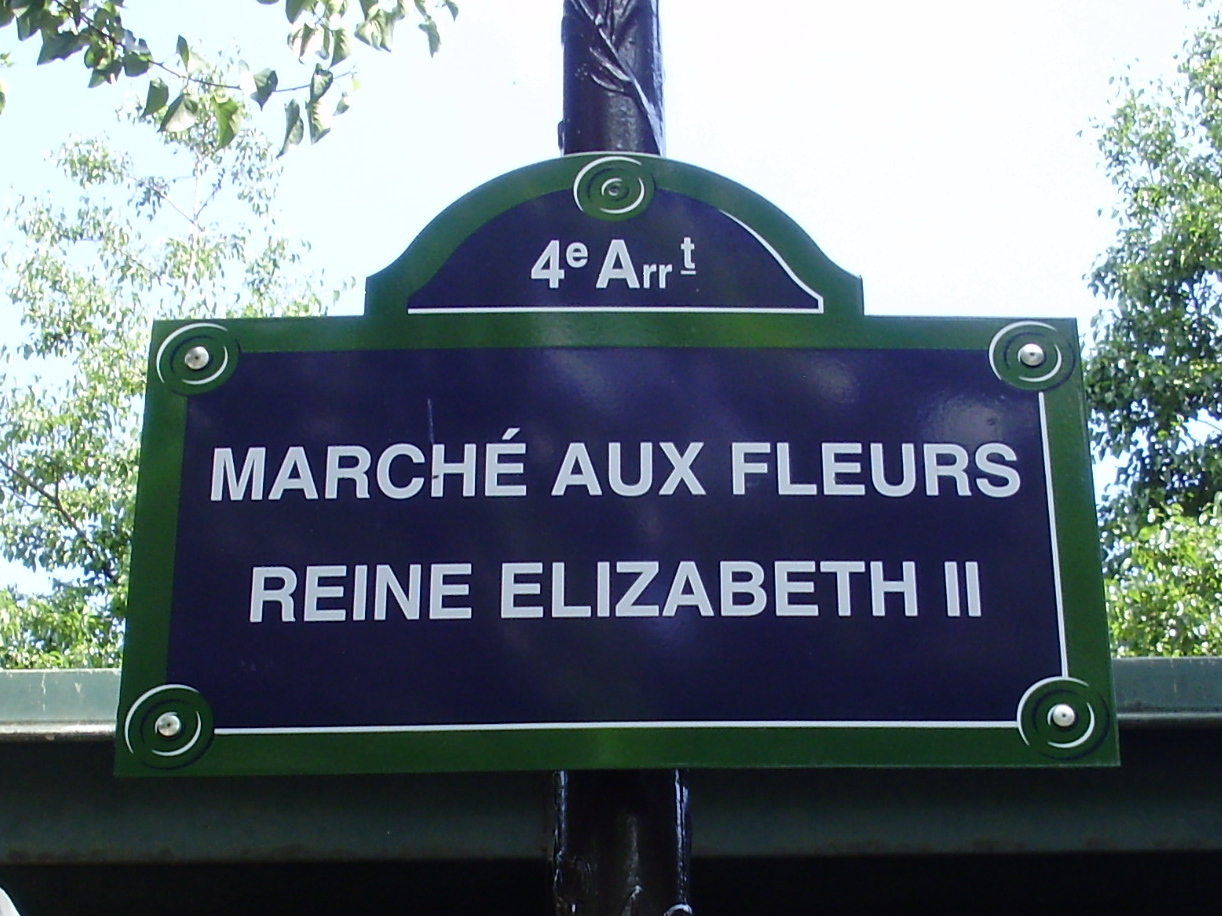
Plaque « Marché aux fleurs Reine Elizabeth II » installée depuis le 7 juin 2014, à l'occasion de la visite d'État de la souveraine britannique.

En 1973, un reportage télévisé relaie les plaintes de la cinquantaine de marchands de fleurs du marché (« vétusté des abris, problèmes de stationnement, vols nocturnes, concurrence des supermarchés, cessation d’activités »). Des travaux de rénovation ont lieu en 1975, sans toucher le caractère des lieux. En 1978, la circulation automobile par le marché continue toutefois d'être dénoncée.
À l'occasion de la dernière visite d'État en France de la reine du Royaume-Uni Élisabeth II, venue aussi pour les commémorations du 70e anniversaire du Débarquement, il est renommé « marché aux fleurs Reine-Elizabeth-II ». Elle l'avait déjà apprécié lors de sa première visite en France en 1948. La souveraine visite le marché le matin du 7 juin 2014, et à cette occasion dévoile elle-même une plaque de rue avec ce nouveau nom.
La vétusté des pavillons et le trop grand nombre d'automobiles stationnées restent d'actualité au début du XXIe siècle. En 2015, le président de la République François Hollande commande un rapport sur l'avenir de l'île de la Cité au président du Centre des monuments nationaux Philippe Bélaval et à l'architecte Dominique Perrault, remis l'année suivante. Concernant le marché aux fleurs, ils proposent « d'édifier une serre, sorte de Crystal Palace ». Seule la ville de Paris étant propriétaire du site, cette idée ne relève que de la prospective mais suffit à déclencher une polémique médiatique et à lancer une pétition, l'année suivante, afin de sauvegarder le marché avec son caractère pittoresque bientôt centenaire. L'association SOS Paris demande une remise en état respectueuse du patrimoine. Au Conseil de Paris, le vœu de l'élue centriste Édith Gallois, opposé à la grande serre et demandant la rénovation des pavillons est adopté. L'appel d'offre est lancé en 2020. Les baraques en bois du quai de Corse seront supprimées pour dégager la vue sur la Seine et offrir plus d'espace aux piétons, tandis qu'un souci d'harmoniser les boutiques prévaudra au niveau des trois rangées de pavillons. Aux places de stationnement succéderont des espaces végétalisés, les abords du marché seront piétonnisés et un stand de petite restauration sera installé. Les travaux devraient être programmés de 2023 à 2025, durant lesquels la vingtaine de marchands locataires présents seront déplacés dans une halle provisoire.
Le 3 février 2021, le Conseil de Paris vote la fin du commerce d'oiseaux et de toute autre espèce animale vivante au sein du marché, au nom du bien-être animal, considérant que leurs conditions de détention étaient problématiques, mais aussi au nom de la lutte conte le trafic, le marché ayant servi de couverture au trafic d’oiseaux en Île-de-France (chardonnerets, verdiers et pinsons notamment). Cette décision entrera en vigueur après la réhabilitation globale du site,.

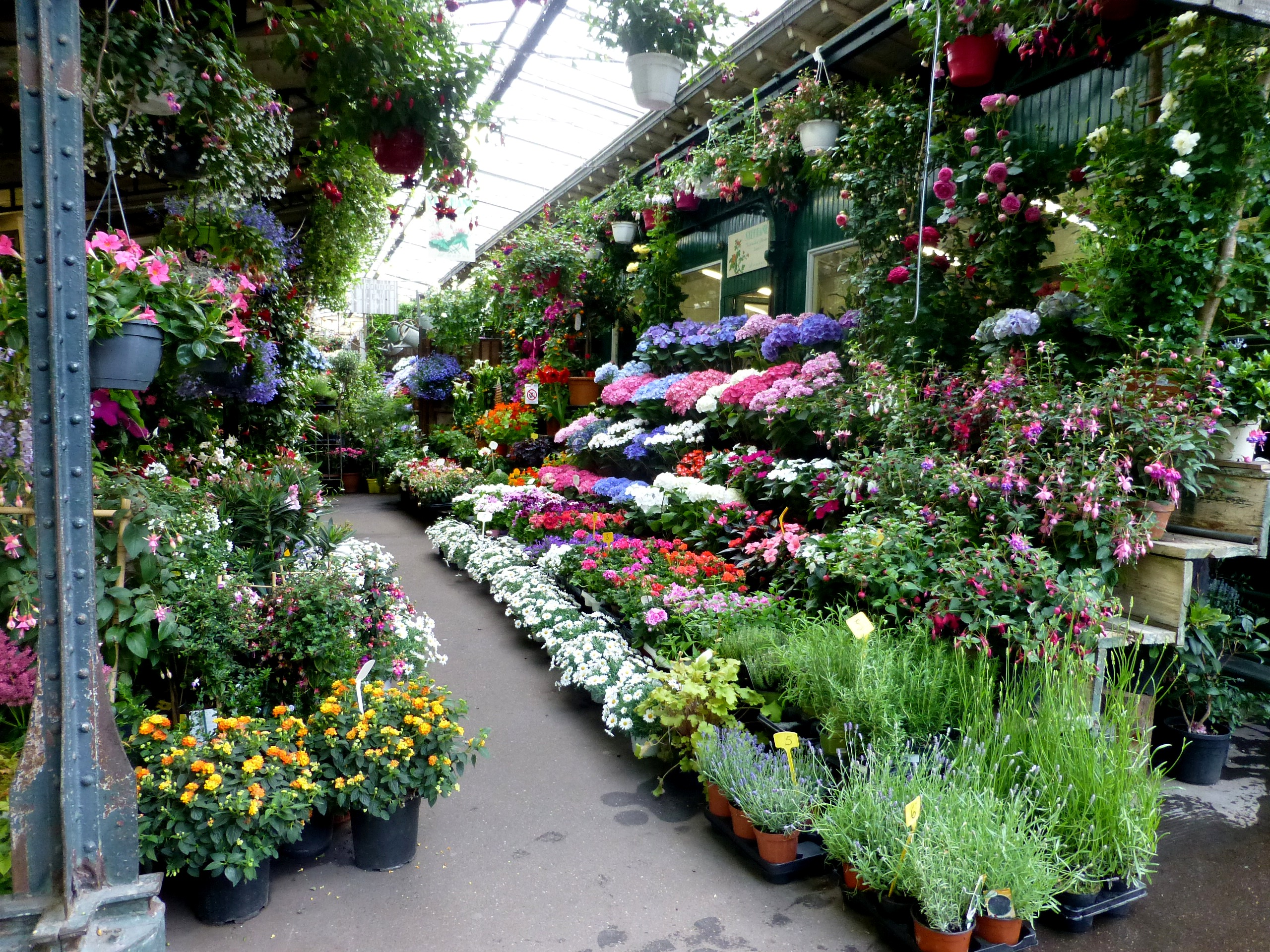
Étals sur l'un des promenoirs couverts.
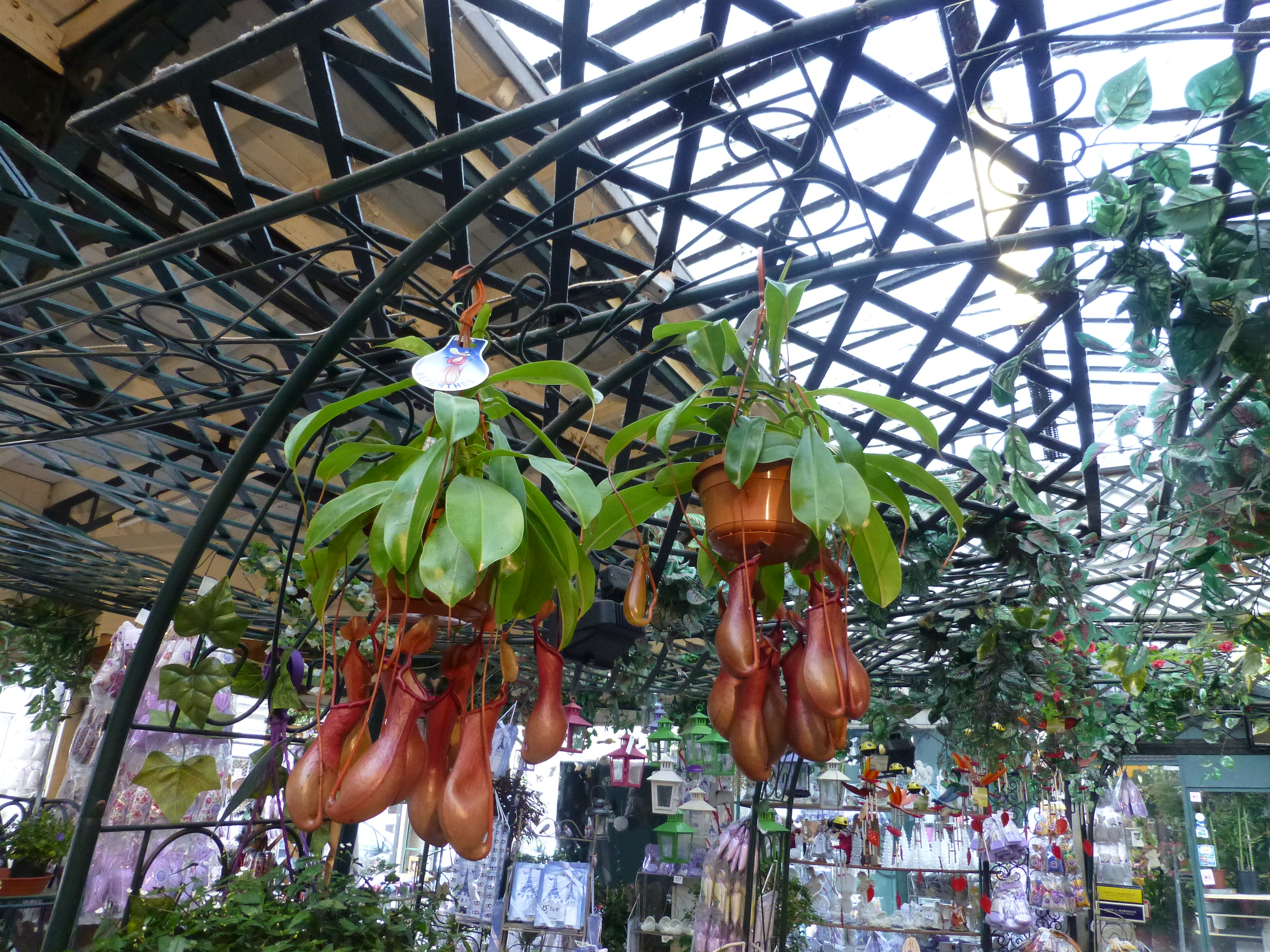
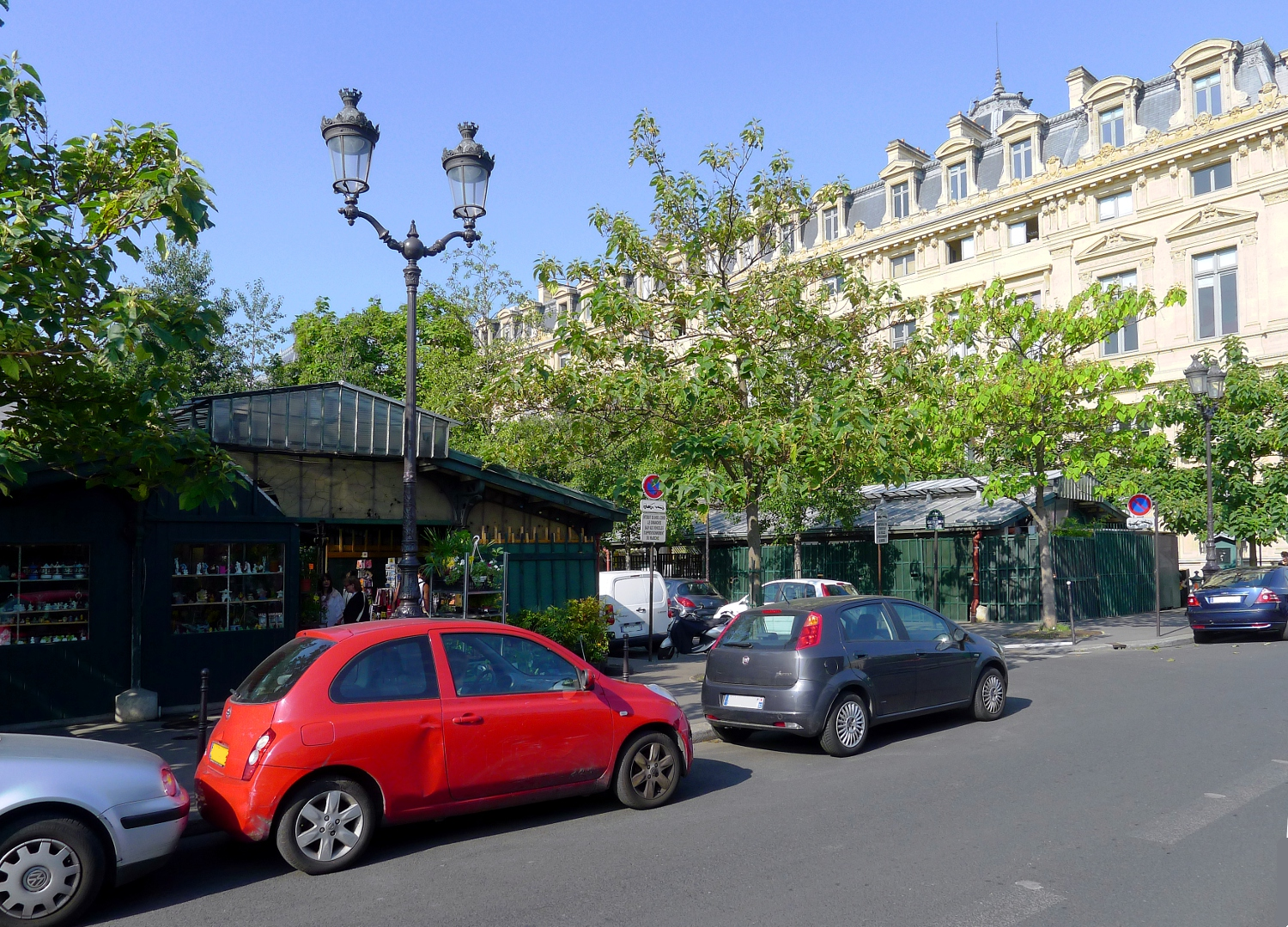
Vue du site principal depuis le quai de Corse.
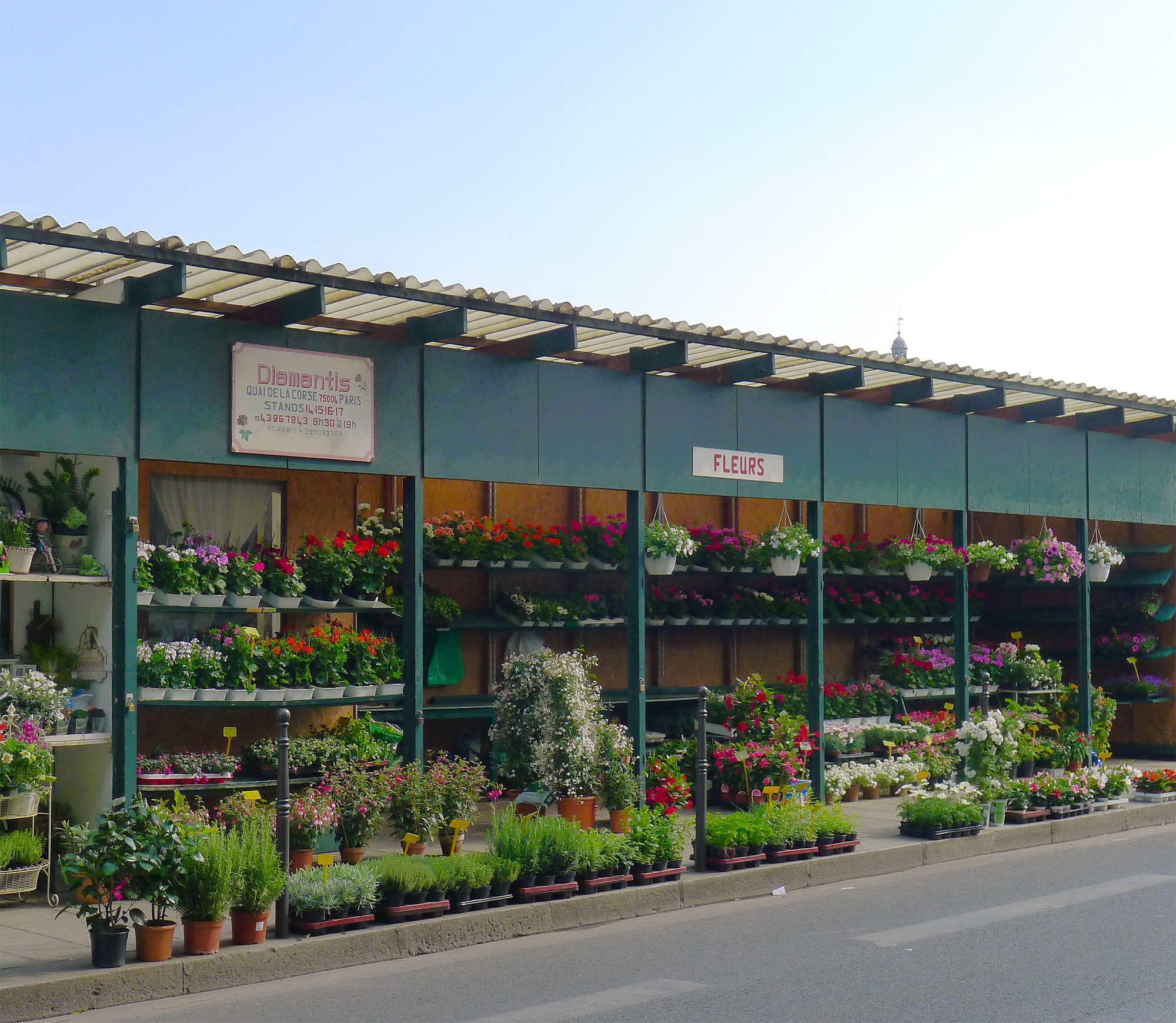
Toujours quai de Corse, sur l'autre trottoir, les baraques qui vont être supprimées.
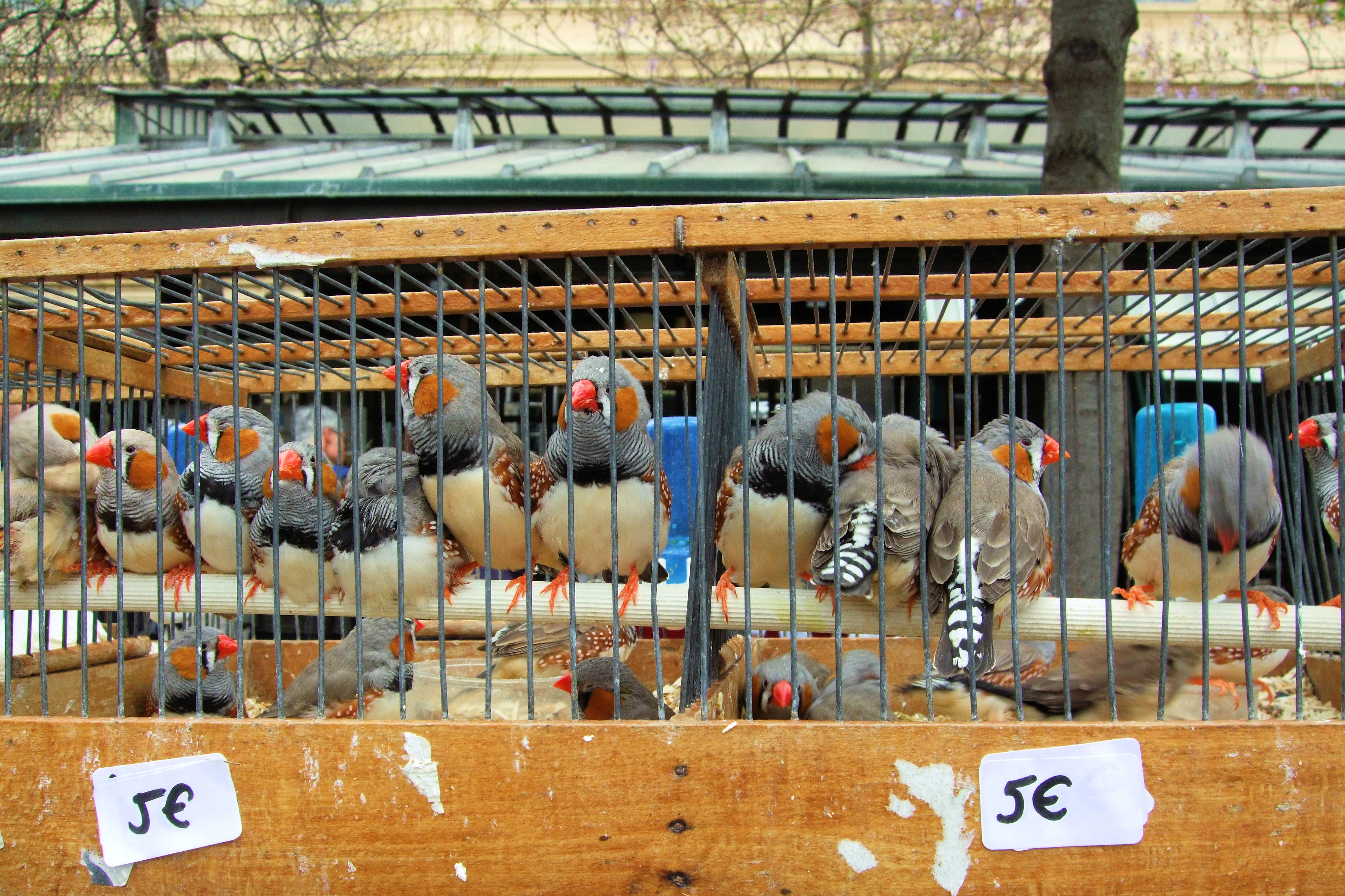
Vente d'oiseaux.